# Interlands Welsh voetbalelftal 1950-1959
Deze pagina toont een chronologisch en gedetailleerd overzicht van de interlands die het Welsh voetbalelftal heeft gespeeld in de periode 1950 – 1959.

## Interlands

### 1950
| |       |       |               |                                                                              |
| 8 maart WK 1950 kwalificatie / British Home Championship 1949/50 № 186 «onderlinge duels» 16:15 uur (UTC) | Wales | 0 – 0 | Noord-Ierland | The Racecourse, Wrexham Toeschouwers: 30.000 Scheidsrechter: Reg Leafe (ENG) |
| 8 maart WK 1950 kwalificatie / British Home Championship 1949/50 № 186 «onderlinge duels» 16:15 uur (UTC) |       |       |               | The Racecourse, Wrexham Toeschouwers: 30.000 Scheidsrechter: Reg Leafe (ENG) |

|                                                                                         |                   |       |                                          |                                                                              |
| 21 oktober British Home Championship 1950/51 № 187 «onderlinge duels» 15:00 uur (UTC+1) | Wales             | 1 – 3 | Schotland                                | Ninian Park, Cardiff Toeschouwers: 60.000 Scheidsrechter: Arthur Ellis (ENG) |
| 21 oktober British Home Championship 1950/51 № 187 «onderlinge duels» 15:00 uur (UTC+1) | Aubrey Powell 68' |       | 23', 57' Lawrie Reilly 72' Billy Liddell | Ninian Park, Cardiff Toeschouwers: 60.000 Scheidsrechter: Arthur Ellis (ENG) |

|                                                                                        |                                                          |       |                      |                                                                              |
| 15 november British Home Championship 1950/51 № 188 «onderlinge duels» 14:30 uur (UTC) | Engeland                                                 | 4 – 2 | Wales                | Roker Park, Sunderland Toeschouwers: 59.137 Scheidsrechter: Jack Mowat (SCO) |
| 15 november British Home Championship 1950/51 № 188 «onderlinge duels» 14:30 uur (UTC) | Eddie Baily 31', 40' Wilf Mannion 66' Jackie Milburn 90' |       | 48', 71' Trevor Ford | Roker Park, Sunderland Toeschouwers: 59.137 Scheidsrechter: Jack Mowat (SCO) |

### 1951
|                                                                                    |                   |       |                    |                                                                                 |
| 7 maart British Home Championship 1950/51 № 189 «onderlinge duels» 15:00 uur (UTC) | Noord-Ierland     | 1 – 2 | Wales              | Windsor Park, Belfast Toeschouwers: 12.000 Scheidsrechter: Cliff Fletcher (ENG) |
| 7 maart British Home Championship 1950/51 № 189 «onderlinge duels» 15:00 uur (UTC) | Billy Simpson 52' |       | 8', 86' Roy Clarke | Windsor Park, Belfast Toeschouwers: 12.000 Scheidsrechter: Cliff Fletcher (ENG) |

|                                                                     |                                   |       |                        |                                                                              |
| 12 mei Vriendschappelijk № 190 «onderlinge duels» 15:00 uur (UTC+1) | Wales                             | 2 – 1 | Portugal               | Ninian Park, Cardiff Toeschouwers: 60.000 Scheidsrechter: William Ling (ENG) |
| 12 mei Vriendschappelijk № 190 «onderlinge duels» 15:00 uur (UTC+1) | Mal Griffiths 36' Trevor Ford 73' |       | 78' Henrique Ben David | Ninian Park, Cardiff Toeschouwers: 60.000 Scheidsrechter: William Ling (ENG) |

|                                                                     |                                      |       |                                         |                                                                                    |
| 16 mei Vriendschappelijk № 191 «onderlinge duels» 18:15 uur (UTC+1) | Wales                                | 3 – 2 | Zwitserland                             | The Racecourse, Wrexham Toeschouwers: 18.500 Scheidsrechter: George Mitchell (SCO) |
| 16 mei Vriendschappelijk № 191 «onderlinge duels» 18:15 uur (UTC+1) | Trevor Ford 35', 63' Ron Burgess 68' |       | 72' Robert Ballaman 82' Charles Antenen | The Racecourse, Wrexham Toeschouwers: 18.500 Scheidsrechter: George Mitchell (SCO) |

|                                                                                         |                  |       |                |                                                                              |
| 20 oktober British Home Championship 1951/52 № 192 «onderlinge duels» 15:00 uur (UTC+1) | Wales            | 1 – 1 | Engeland       | Ninian Park, Cardiff Toeschouwers: 51.500 Scheidsrechter: Doug Gerrard (SCO) |
| 20 oktober British Home Championship 1951/52 № 192 «onderlinge duels» 15:00 uur (UTC+1) | Billy Foulkes 3' |       | 6' Eddie Baily | Ninian Park, Cardiff Toeschouwers: 51.500 Scheidsrechter: Doug Gerrard (SCO) |

|                                                                                        |           |                    |       |                                                                               |
| 14 november British Home Championship 1951/52 № 193 «onderlinge duels» 14:30 uur (UTC) | Schotland | 0 – 1              | Wales | Hampden Park, Glasgow Toeschouwers: 71.272 Scheidsrechter: Paddy Morris (NIR) |
| 14 november British Home Championship 1951/52 № 193 «onderlinge duels» 14:30 uur (UTC) |           | 89' Ivor Allchurch |       | Hampden Park, Glasgow Toeschouwers: 71.272 Scheidsrechter: Paddy Morris (NIR) |

|                                                                                         |                                       |       |                     |                                                                                  |
| 5 december Vriendschappelijk 75-jarig jubileum Welshe voetbalbond № 194 14:30 uur (UTC) | Wales                                 | 3 – 2 | Verenigd Koninkrijk | Ninian Park, Cardiff Toeschouwers: 26.454 Scheidsrechter: Mervyn Griffiths (WAL) |
| 5 december Vriendschappelijk 75-jarig jubileum Welshe voetbalbond № 194 14:30 uur (UTC) | Ivor Allchurch 2', 60' Trevor Ford 6' |       |                     | Ninian Park, Cardiff Toeschouwers: 26.454 Scheidsrechter: Mervyn Griffiths (WAL) |

### 1952
|                                                                                     |                                                     |       |               |                                                                              |
| 19 maart British Home Championship 1951/52 № 195 «onderlinge duels» 16:30 uur (UTC) | Wales                                               | 3 – 0 | Noord-Ierland | Vetch Field, Swansea Toeschouwers: 30.000 Scheidsrechter: Arthur Ellis (ENG) |
| 19 maart British Home Championship 1951/52 № 195 «onderlinge duels» 16:30 uur (UTC) | Walley Barnes 55' Ivor Allchurch 87' Roy Clarke 90' |       |               | Vetch Field, Swansea Toeschouwers: 30.000 Scheidsrechter: Arthur Ellis (ENG) |

|                                                                                         |                 |       |                                   |                                                                          |
| 18 oktober British Home Championship 1952/53 № 196 «onderlinge duels» 15:00 uur (UTC+1) | Wales           | 1 – 2 | Schotland                         | Ninian Park, Cardiff Toeschouwers: 60.261 Scheidsrechter: Alf Bond (ENG) |
| 18 oktober British Home Championship 1952/53 № 196 «onderlinge duels» 15:00 uur (UTC+1) | Trevor Ford 24' |       | 32' Allan Brown 69' Billy Liddell | Ninian Park, Cardiff Toeschouwers: 60.261 Scheidsrechter: Alf Bond (ENG) |

|                                                                                        |                                                                        |       |                      |                                                                                 |
| 12 november British Home Championship 1952/53 № 197 «onderlinge duels» 14:15 uur (UTC) | Engeland                                                               | 5 – 2 | Wales                | Wembley Stadium, Londen Toeschouwers: 94.094 Scheidsrechter: Doug Gerrard (SCO) |
| 12 november British Home Championship 1952/53 № 197 «onderlinge duels» 14:15 uur (UTC) | Tom Finney 8' Nat Lofthouse 10', 75' Jack Froggatt 44' Roy Bentley 47' |       | 15', 49' Trevor Ford | Wembley Stadium, Londen Toeschouwers: 94.094 Scheidsrechter: Doug Gerrard (SCO) |

### 1953
|                                                                                     |                         |       |                                       |                                                                              |
| 15 april British Home Championship 1952/53 № 198 «onderlinge duels» 18:00 uur (UTC) | Noord-Ierland           | 2 – 3 | Wales                                 | Windsor Park, Belfast Toeschouwers: 33.000 Scheidsrechter: Arthur Luty (ENG) |
| 15 april British Home Championship 1952/53 № 198 «onderlinge duels» 18:00 uur (UTC) | Eddie McMorran 19', 86' |       | 29', 33' John Charles 42' Trevor Ford | Windsor Park, Belfast Toeschouwers: 33.000 Scheidsrechter: Arthur Luty (ENG) |

|                                                                     |                                                                                    |       |                   | |
| 14 mei Vriendschappelijk № 199 «onderlinge duels» 15:00 uur (UTC+1) | Frankrijk                                                                          | 6 – 1 | Wales             | Stade olympique Yves-du-Manoir, Parijs Toeschouwers: 33.020 Scheidsrechter: José Vieira da Costa (POR) |
| 14 mei Vriendschappelijk № 199 «onderlinge duels» 15:00 uur (UTC+1) | René Gardien 10', 33' Raymond Kopa 14', 14' Antoine Bonifaci 73' Joseph Ujlaki 88' |       | 2' Ivor Allchurch | Stade olympique Yves-du-Manoir, Parijs Toeschouwers: 33.020 Scheidsrechter: José Vieira da Costa (POR) |

|                                                                     |                                                                |       |                      |                                                                            |
| 21 mei Vriendschappelijk № 200 «onderlinge duels» 17:00 uur (UTC+1) | Joegoslavië                                                    | 5 – 2 | Wales                | JNA Stadion, Belgrado Toeschouwers: 50.000 Scheidsrechter: John Best (USA) |
| 21 mei Vriendschappelijk № 200 «onderlinge duels» 17:00 uur (UTC+1) | Rajko Mitić 10', 14', 24' Bernard Vukas 15' Zdravko Rajkov 55' |       | 36', 52' Trevor Ford | JNA Stadion, Belgrado Toeschouwers: 50.000 Scheidsrechter: John Best (USA) |

| |                    |       |                                                |                                                                                   |
| 10 oktober WK 1954 kwalificatie / British Home Championship 1953/54 № 201 «onderlinge duels» 15:00 uur (UTC) | Wales              | 1 – 4 | Engeland                                       | Ninian Park, Cardiff Toeschouwers: 61.000 Scheidsrechter: Charlie Faultless (SCO) |
| 10 oktober WK 1954 kwalificatie / British Home Championship 1953/54 № 201 «onderlinge duels» 15:00 uur (UTC) | Ivor Allchurch 22' |       | 45', 49' Dennis Wilshaw 52', 53' Nat Lofthouse | Ninian Park, Cardiff Toeschouwers: 61.000 Scheidsrechter: Charlie Faultless (SCO) |

| |                                                       |       |                                                 |                                                                                  |
| 4 november WK 1954 kwalificatie / British Home Championship 1953/54 № 202 «onderlinge duels» 14:45 uur (UTC) | Schotland                                             | 3 – 3 | Wales                                           | Hampden Park, Glasgow Toeschouwers: 71.378 Scheidsrechter: Thomas Mitchell (NIR) |
| 4 november WK 1954 kwalificatie / British Home Championship 1953/54 № 202 «onderlinge duels» 14:45 uur (UTC) | Allan Brown 20' Bobby Johnstone 35' Lawrie Reilly 49' |       | 49' (pen.), 90' John Charles 62' Ivor Allchurch | Hampden Park, Glasgow Toeschouwers: 71.378 Scheidsrechter: Thomas Mitchell (NIR) |

### 1954
| |                  |       |                         |                                                                                      |
| 31 maart WK 1954 kwalificatie / British Home Championship 1953/54 № 203 «onderlinge duels» 17:00 uur (UTC) | Wales            | 1 – 2 | Noord-Ierland           | The Racecourse, Wrexham Toeschouwers: 32.817 Scheidsrechter: Charlie Faultless (SCO) |
| 31 maart WK 1954 kwalificatie / British Home Championship 1953/54 № 203 «onderlinge duels» 17:00 uur (UTC) | John Charles 80' |       | 1', 52' Peter McParland | The Racecourse, Wrexham Toeschouwers: 32.817 Scheidsrechter: Charlie Faultless (SCO) |

|                                                                    |                                  |       |       |                                                                                      |
| 9 mei Vriendschappelijk № 204 «onderlinge duels» 16:30 uur (UTC+1) | Oostenrijk                       | 2 – 0 | Wales | Prater-Stadion, Wenen Toeschouwers: 58.000 Scheidsrechter: Louis Fauquemberghe (FRA) |
| 9 mei Vriendschappelijk № 204 «onderlinge duels» 16:30 uur (UTC+1) | Robert Dienst 50' Paul Halla 81' |       |       | Prater-Stadion, Wenen Toeschouwers: 58.000 Scheidsrechter: Louis Fauquemberghe (FRA) |

|                                                                           |                    |       |                                        |                                                                          |
| 22 september Vriendschappelijk № 205 «onderlinge duels» 17:30 uur (UTC+1) | Wales              | 1 – 3 | Joegoslavië                            | Ninian Park, Cardiff Toeschouwers: 20.000 Scheidsrechter: Leo Horn (NED) |
| 22 september Vriendschappelijk № 205 «onderlinge duels» 17:30 uur (UTC+1) | Ivor Allchurch 56' |       | 62', 77' (pen.), 90' Todor Veselinović | Ninian Park, Cardiff Toeschouwers: 20.000 Scheidsrechter: Leo Horn (NED) |

|                                                                                       |       |                   |           |                                                                              |
| 16 oktober British Home Championship 1954/55 № 206 «onderlinge duels» 15:00 uur (UTC) | Wales | 0 – 1             | Schotland | Ninian Park, Cardiff Toeschouwers: 53.000 Scheidsrechter: William Ling (ENG) |
| 16 oktober British Home Championship 1954/55 № 206 «onderlinge duels» 15:00 uur (UTC) |       | 70' Paddy Buckley |           | Ninian Park, Cardiff Toeschouwers: 53.000 Scheidsrechter: William Ling (ENG) |

|                                                                                        |                           |       |                       |                                                                                      |
| 10 november British Home Championship 1954/55 № 207 «onderlinge duels» 14:15 uur (UTC) | Engeland                  | 3 – 2 | Wales                 | Wembley Stadium, Londen Toeschouwers: 89.789 Scheidsrechter: Charlie Faultless (SCO) |
| 10 november British Home Championship 1954/55 № 207 «onderlinge duels» 14:15 uur (UTC) | Roy Bentley 70', 76', 88' |       | 35', 77' John Charles | Wembley Stadium, Londen Toeschouwers: 89.789 Scheidsrechter: Charlie Faultless (SCO) |

### 1955
|                                                                                       |                                    |       |                            |                                                                                |
| 20 april British Home Championship 1954/55 № 208 «onderlinge duels» 18:00 uur (UTC+1) | Noord-Ierland                      | 2 – 3 | Wales                      | Windsor Park, Belfast Toeschouwers: 28.000 Scheidsrechter: Hugh Phillips (SCO) |
| 20 april British Home Championship 1954/55 № 208 «onderlinge duels» 18:00 uur (UTC+1) | Eddie Crossan 24' Jimmy Walker 29' |       | 11', 18', 49' John Charles | Windsor Park, Belfast Toeschouwers: 28.000 Scheidsrechter: Hugh Phillips (SCO) |

|                                                                                       |                                    |       |                         |                                                                                 |
| 22 oktober British Home Championship 1955/56 № 209 «onderlinge duels» 15:00 uur (UTC) | Wales                              | 2 – 1 | Engeland                | Ninian Park, Cardiff Toeschouwers: 60.000 Scheidsrechter: Thomas Mitchell (NIR) |
| 22 oktober British Home Championship 1955/56 № 209 «onderlinge duels» 15:00 uur (UTC) | Derek Tapscott 41' Cliff Jones 43' |       | 51' (e.d.) John Charles | Ninian Park, Cardiff Toeschouwers: 60.000 Scheidsrechter: Thomas Mitchell (NIR) |

|                                                                                       |                          |       |       |                                                                            |
| 9 november British Home Championship 1955/56 № 210 «onderlinge duels» 14:30 uur (UTC) | Schotland                | 2 – 0 | Wales | Hampden Park, Glasgow Toeschouwers: 53.887 Scheidsrechter: Reg Leafe (ENG) |
| 9 november British Home Championship 1955/56 № 210 «onderlinge duels» 14:30 uur (UTC) | Bobby Johnstone 14', 24' |       |       | Hampden Park, Glasgow Toeschouwers: 53.887 Scheidsrechter: Reg Leafe (ENG) |

|                                                                        |                    |       |                                       |                                                                                        |
| 23 november Vriendschappelijk № 211 «onderlinge duels» 14:00 uur (UTC) | Wales              | 1 – 2 | Oostenrijk                            | The Racecourse, Wrexham Toeschouwers: 39.000 Scheidsrechter: Louis Fauquemberghe (FRA) |
| 23 november Vriendschappelijk № 211 «onderlinge duels» 14:00 uur (UTC) | Derek Tapscott 35' |       | 5' Theodor Wagner 20' Gerhard Hanappi | The Racecourse, Wrexham Toeschouwers: 39.000 Scheidsrechter: Louis Fauquemberghe (FRA) |

### 1956
|                                                                                       |                |       |                 |                                                                                |
| 11 april British Home Championship 1955/56 № 212 «onderlinge duels» 17:30 uur (UTC+1) | Wales          | 1 – 1 | Noord-Ierland   | Ninian Park, Cardiff Toeschouwers: 37.510 Scheidsrechter: Bobby Davidson (SCO) |
| 11 april British Home Championship 1955/56 № 212 «onderlinge duels» 17:30 uur (UTC+1) | Roy Clarke 10' |       | 46' Jimmy Jones | Ninian Park, Cardiff Toeschouwers: 37.510 Scheidsrechter: Bobby Davidson (SCO) |

|                                                                                       |                                 |       |                                     |                                                                          |
| 20 oktober British Home Championship 1956/57 № 213 «onderlinge duels» 15:00 uur (UTC) | Wales                           | 2 – 2 | Schotland                           | Ninian Park, Cardiff Toeschouwers: 60.000 Scheidsrechter: Bob Mann (ENG) |
| 20 oktober British Home Championship 1956/57 № 213 «onderlinge duels» 15:00 uur (UTC) | Trevor Ford 6' Terry Medwin 31' |       | 28' Willie Fernie 35' Lawrie Reilly | Ninian Park, Cardiff Toeschouwers: 60.000 Scheidsrechter: Bob Mann (ENG) |

|                                                                                        |                                                    |       |                 |                                                                                  |
| 14 november British Home Championship 1956/57 № 214 «onderlinge duels» 14:30 uur (UTC) | Engeland                                           | 3 – 1 | Wales           | Wembley Stadium, Londen Toeschouwers: 93.796 Scheidsrechter: Hugh Phillips (SCO) |
| 14 november British Home Championship 1956/57 № 214 «onderlinge duels» 14:30 uur (UTC) | Johnny Brooks 52' Tom Finney 55' Johnny Haynes 75' |       | 8' John Charles | Wembley Stadium, Londen Toeschouwers: 93.796 Scheidsrechter: Hugh Phillips (SCO) |

### 1957
|                                                                                     |               |       |       |                                                                               |
| 10 april British Home Championship 1956/57 № 215 «onderlinge duels» 17:45 uur (UTC) | Noord-Ierland | 0 – 0 | Wales | Windsor Park, Belfast Toeschouwers: 30.000 Scheidsrechter: Doug Gerrard (SCO) |
| 10 april British Home Championship 1956/57 № 215 «onderlinge duels» 17:45 uur (UTC) |               |       |       | Windsor Park, Belfast Toeschouwers: 30.000 Scheidsrechter: Doug Gerrard (SCO) |

|                                                                       |                |       |                   |                                                                                |
| 1 mei WK 1958 kwalificatie № 216 «onderlinge duels» 18:30 uur (UTC+1) | Wales          | 1 – 0 | Tsjecho-Slowakije | Ninian Park, Cardiff Toeschouwers: 33.320 Scheidsrechter: Jan Bronkhorst (NED) |
| 1 mei WK 1958 kwalificatie № 216 «onderlinge duels» 18:30 uur (UTC+1) | Roy Vernon 75' |       |                   | Ninian Park, Cardiff Toeschouwers: 33.320 Scheidsrechter: Jan Bronkhorst (NED) |

|                                                                        |                                    |       |                |                                                                                      |
| 19 mei WK 1958 kwalificatie № 217 «onderlinge duels» 15:00 uur (UTC+1) | Duitse Democratische Republiek     | 2 – 1 | Wales          | Zentralstadion, Leipzig Toeschouwers: 100.000 Scheidsrechter: Nikolay Latyshev (URS) |
| 19 mei WK 1958 kwalificatie № 217 «onderlinge duels» 15:00 uur (UTC+1) | Günther Wirth 21' Willy Tröger 61' |       | 6' Mel Charles | Zentralstadion, Leipzig Toeschouwers: 100.000 Scheidsrechter: Nikolay Latyshev (URS) |

|                                                                        |                                        |       |       |                                                                                |
| 26 mei WK 1958 kwalificatie № 218 «onderlinge duels» 17:00 uur (UTC+1) | Tsjecho-Slowakije                      | 2 – 0 | Wales | Strahovstadion, Praag Toeschouwers: 45.000 Scheidsrechter: Paul Wyssling (SUI) |
| 26 mei WK 1958 kwalificatie № 218 «onderlinge duels» 17:00 uur (UTC+1) | Ray Daniel 22' (e.d.) Tadeáš Kraus 65' |       |       | Strahovstadion, Praag Toeschouwers: 45.000 Scheidsrechter: Paul Wyssling (SUI) |

|                                                                              |                                                 |       |                                |                                                                           |
| 25 september WK 1958 kwalificatie № 219 «onderlinge duels» 17:30 uur (UTC+1) | Wales                                           | 4 – 1 | Duitse Democratische Republiek | Ninian Park, Cardiff Toeschouwers: 16.098 Scheidsrechter: Reg Leafe (ENG) |
| 25 september WK 1958 kwalificatie № 219 «onderlinge duels» 17:30 uur (UTC+1) | Des Palmer 38', 44', 73' (pen.) Cliff Jones 42' |       | 57' Manfred Kaiser             | Ninian Park, Cardiff Toeschouwers: 16.098 Scheidsrechter: Reg Leafe (ENG) |

|                                                                                       |       |                                                             |          |                                                                                 |
| 19 oktober British Home Championship 1957/58 № 220 «onderlinge duels» 15:00 uur (UTC) | Wales | 0 – 4                                                       | Engeland | Ninian Park, Cardiff Toeschouwers: 58.000 Scheidsrechter: Thomas Mitchell (NIR) |
| 19 oktober British Home Championship 1957/58 № 220 «onderlinge duels» 15:00 uur (UTC) |       | 2' (e.d.) Mel Hopkins 44', 67' Johnny Haynes 64' Tom Finney |          | Ninian Park, Cardiff Toeschouwers: 58.000 Scheidsrechter: Thomas Mitchell (NIR) |

|                                                                                        |                   |       |                  |                                                                              |
| 13 november British Home Championship 1957/58 № 221 «onderlinge duels» 14:30 uur (UTC) | Schotland         | 1 – 1 | Wales            | Hampden Park, Glasgow Toeschouwers: 42.918 Scheidsrechter: Jack Clough (ENG) |
| 13 november British Home Championship 1957/58 № 221 «onderlinge duels» 14:30 uur (UTC) | Bobby Collins 14' |       | 75' Terry Medwin | Hampden Park, Glasgow Toeschouwers: 42.918 Scheidsrechter: Jack Clough (ENG) |

### 1958
|                                                                            |        |                                   |       |                                                                                       |
| 15 januari WK 1958 kwalificatie № 222 «onderlinge duels» 14:45 uur (UTC+2) | Israël | 0 – 2                             | Wales | Ramat Ganstadion, Ramat Gan Toeschouwers: 55.000 Scheidsrechter: Maurice Guigue (FRA) |
| 15 januari WK 1958 kwalificatie № 222 «onderlinge duels» 14:45 uur (UTC+2) |        | 38' Ivor Allchurch 65' Dave Bowen |       | Ramat Ganstadion, Ramat Gan Toeschouwers: 55.000 Scheidsrechter: Maurice Guigue (FRA) |

|                                                                          |                                    |       |        |                                                                                |
| 5 februari WK 1958 kwalificatie № 223 «onderlinge duels» 15:00 uur (UTC) | Wales                              | 2 – 0 | Israël | Ninian Park, Cardiff Toeschouwers: 30.263 Scheidsrechter: Klaas Schipper (NED) |
| 5 februari WK 1958 kwalificatie № 223 «onderlinge duels» 15:00 uur (UTC) | Ivor Allchurch 76' Cliff Jones 80' |       |        | Ninian Park, Cardiff Toeschouwers: 30.263 Scheidsrechter: Klaas Schipper (NED) |

|                                                                                     |                       |       |                   |                                                                               |
| 16 april British Home Championship 1957/58 № 224 «onderlinge duels» 17:45 uur (UTC) | Wales                 | 1 – 1 | Noord-Ierland     | Ninian Park, Cardiff Toeschouwers: 25.667 Scheidsrechter: Hugh Phillips (SCO) |
| 16 april British Home Championship 1957/58 № 224 «onderlinge duels» 17:45 uur (UTC) | Dick Keith 85' (e.d.) |       | 64' Billy Simpson | Ninian Park, Cardiff Toeschouwers: 25.667 Scheidsrechter: Hugh Phillips (SCO) |

| Wereldkampioenschap voetbal 1958 |
| -------------------------------- |

|                                                                   |                  |       |                  |                                                                                     |
| 8 juni WK 1958 Groep C № 225 «onderlinge duels» 19:00 uur (UTC+1) | Hongarije        | 1 – 1 | Wales            | Jernvallen, Sandviken Toeschouwers: 15.343 Scheidsrechter: José María Codesal (URU) |
| 8 juni WK 1958 Groep C № 225 «onderlinge duels» 19:00 uur (UTC+1) | József Bozsik 5' |       | John Charles 27' | Jernvallen, Sandviken Toeschouwers: 15.343 Scheidsrechter: José María Codesal (URU) |

|                                                                    |                    |       |                    |                                                                              |
| 11 juni WK 1958 Groep C № 226 «onderlinge duels» 19:00 uur (UTC+1) | Mexico             | 1 – 1 | Wales              | Råsundastadion, Solna Toeschouwers: 15.150 Scheidsrechter: Leo Lemešić (YUG) |
| 11 juni WK 1958 Groep C № 226 «onderlinge duels» 19:00 uur (UTC+1) | Jaime Belmonte 89' |       | 32' Ivor Allchurch | Råsundastadion, Solna Toeschouwers: 15.150 Scheidsrechter: Leo Lemešić (YUG) |

|                                                                    |        |       |       |                                                                                    |
| 15 juni WK 1958 Groep C № 227 «onderlinge duels» 14:00 uur (UTC+1) | Zweden | 0 – 0 | Wales | Råsundastadion, Solna Toeschouwers: 30.287 Scheidsrechter: Lucien Van Nuffel (BEL) |
| 15 juni WK 1958 Groep C № 227 «onderlinge duels» 14:00 uur (UTC+1) |        |       |       | Råsundastadion, Solna Toeschouwers: 30.287 Scheidsrechter: Lucien Van Nuffel (BEL) |

|                                                                     |                 |       |                                     |                                                                                  |
| 17 juni WK 1958 Play-off № 228 «onderlinge duels» 19:00 uur (UTC+1) | Hongarije       | 1 – 2 | Wales                               | Råsundastadion, Solna Toeschouwers: 2.823 Scheidsrechter: Nikolay Latyshev (URS) |
| 17 juni WK 1958 Play-off № 228 «onderlinge duels» 19:00 uur (UTC+1) | Lajos Tichy 33' |       | 55' Ivor Allchurch 76' Terry Medwin | Råsundastadion, Solna Toeschouwers: 2.823 Scheidsrechter: Nikolay Latyshev (URS) |

|                                                                        |          |       |       |                                                                               |
| 19 juni WK 1958 Kwartfinale № 229 «onderlinge duels» 19:00 uur (UTC+1) | Brazilië | 1 – 0 | Wales | Ullevi, Göteborg Toeschouwers: 25.923 Scheidsrechter: Friedrich Seipelt (AUT) |
| 19 juni WK 1958 Kwartfinale № 229 «onderlinge duels» 19:00 uur (UTC+1) | Pelé 66' |       |       | Ullevi, Göteborg Toeschouwers: 25.923 Scheidsrechter: Friedrich Seipelt (AUT) |

|  |  |  |  |  |  |  |  |  |

|                                                                                       |       |                                                   |           |                                                                           |
| 18 oktober British Home Championship 1958/59 № 230 «onderlinge duels» 15:00 uur (UTC) | Wales | 0 – 3                                             | Schotland | Ninian Park, Cardiff Toeschouwers: 59.162 Scheidsrechter: Reg Leafe (ENG) |
| 18 oktober British Home Championship 1958/59 № 230 «onderlinge duels» 15:00 uur (UTC) |       | 30' Graham Leggat 65' Denis Law 79' Bobby Collins |           | Ninian Park, Cardiff Toeschouwers: 59.162 Scheidsrechter: Reg Leafe (ENG) |

|                                                                                        |                          |       |                                       |                                                                                |
| 26 november British Home Championship 1958/59 № 231 «onderlinge duels» 14:00 uur (UTC) | Engeland                 | 2 – 2 | Wales                                 | Villa Park, Birmingham Toeschouwers: 41.581 Scheidsrechter: Albert Dusch (FRG) |
| 26 november British Home Championship 1958/59 № 231 «onderlinge duels» 14:00 uur (UTC) | Peter Broadbent 42', 75' |       | 15' Derek Tapscott 70' Ivor Allchurch | Villa Park, Birmingham Toeschouwers: 41.581 Scheidsrechter: Albert Dusch (FRG) |

### 1959
|                                                                                     |                                                              |       |                    |                                                                               |
| 22 april British Home Championship 1958/59 № 232 «onderlinge duels» 18:45 uur (UTC) | Noord-Ierland                                                | 4 – 1 | Wales              | Windsor Park, Belfast Toeschouwers: 45.000 Scheidsrechter: Tiny Wharton (SCO) |
| 22 april British Home Championship 1958/59 № 232 «onderlinge duels» 18:45 uur (UTC) | Peter McParland 8', 78' Bertie Peacock 13' Jimmy McIlroy 32' |       | 88' Derek Tapscott | Windsor Park, Belfast Toeschouwers: 45.000 Scheidsrechter: Tiny Wharton (SCO) |

|                                                                                       |                  |       |                   |                                                                                 |
| 17 oktober British Home Championship 1959/60 № 233 «onderlinge duels» 15:00 uur (UTC) | Wales            | 1 – 1 | Engeland          | Ninian Park, Cardiff Toeschouwers: 62.634 Scheidsrechter: Thomas Mitchell (NIR) |
| 17 oktober British Home Championship 1959/60 № 233 «onderlinge duels» 15:00 uur (UTC) | Graham Moore 89' |       | 25' Jimmy Greaves | Ninian Park, Cardiff Toeschouwers: 62.634 Scheidsrechter: Thomas Mitchell (NIR) |

|                                                                                       |                   |       |                 |                                                                               |
| 4 november British Home Championship 1959/60 № 234 «onderlinge duels» 14:45 uur (UTC) | Schotland         | 1 – 1 | Wales           | Hampden Park, Glasgow Toeschouwers: 55.813 Scheidsrechter: Kevin Howley (ENG) |
| 4 november British Home Championship 1959/60 № 234 «onderlinge duels» 14:45 uur (UTC) | Graham Leggat 46' |       | 8' John Charles | Hampden Park, Glasgow Toeschouwers: 55.813 Scheidsrechter: Kevin Howley (ENG) |

UEFA: Albanië · België · Bulgarije · Denemarken · West-Duitsland · Duitse Democratische Republiek · Engeland · Finland · Frankrijk · Griekenland · Hongarije · Ierland · IJsland · Italië · Joegoslavië · Kroatië · Luxemburg · Malta · Nederland · Noord-Ierland · Noorwegen · Oostenrijk · Polen · Portugal · Roemenië · Saarland · Schotland · Sovjet-Unie · Spanje · Tsjecho-Slowakije · Turkije · Wales · Zweden · Zwitserland

AFC: Israël
FAW · A-internationals · Bondscoaches · Statistieken · Welsh vrouwenelftal · Brits olympisch elftal · Wales U21 · Wales U20 · Wales U19 · Wales U18 · Wales U17 · Wales U16
1876 – 1899 ·
1900 – 1919 ·
1920 – 1929 ·
1930 – 1939 ·
1940 – 1949 ·
1950 – 1959 ·
1960 – 1969 ·
1970 – 1979 ·
1980 – 1989 ·
1990 – 1999 ·
2000 – 2009 ·
2010 – 2019 ·
2020 − 2029
EK 2016 · 
EK 2020
WK 1958
1876 · 
1877 · 
1878 · 
1879 · 
1880 · 
1881 · 
1882 · 
1883 · 
1884 · 
1885 · 
1886 · 
1887 · 
1888 · 
1889 · 
1890 · 
1891 · 
1892 · 
1893 · 
1894 · 
1895 · 
1896 · 
1897 · 
1898 · 
1899 · 
1900 · 
1901 · 
1902 · 
1903 · 
1904 · 
1905 · 
1906 · 
1907 · 
1908 · 
1909 · 
1910 · 
1911 · 
1912 · 
1913 · 
1914 · 
1915 · 1916 · 1917 · 1918 · 1919 · 
1920 · 
1921 · 
1922 · 
1923 · 
1924 · 
1925 · 
1926 · 
1927 · 
1928 · 
1929 · 
1930 · 
1931 · 
1932 · 
1933 · 
1934 · 
1935 · 
1936 · 
1937 · 
1938 · 
1939 · 
1940 · 1941 · 1942 · 1943 · 1944 · 1945 · 
1946 · 
1947 · 
1948 · 
1949 · 
1950 · 
1952 · 
1952 · 
1953 · 
1954 · 
1955 · 
1956 · 
1957 · 
1958 · 
1959 · 
1960 · 
1961 · 
1962 · 
1963 · 
1964 · 
1965 · 
1966 · 
1967 · 
1968 · 
1969 · 
1970 · 
1971 · 
1972 · 
1973 · 
1974 · 
1975 · 
1976 · 
1977 · 
1978 · 
1979 · 
1980 · 
1981 · 
1982 · 
1983 · 
1984 · 
1985 · 
1986 · 
1987 · 
1988 · 
1989 · 
1990 · 
1991 · 
1992 · 
1993 · 
1994 · 
1995 · 
1996 · 
1997 · 
1998 · 
1999 · 
2000 · 
2001 · 
2002 · 
2003 · 
2004 · 
2005 · 
2006 · 
2007 · 
2008 · 
2009 · 
2010 · 
2011 · 
2012 · 
2013 · 
2014 · 
2015 · 
2016 · 
2017 ·
2018 ·
2019 ·
2020 ·
2021 ·
2022 ·
2023
Albanië ·
Andorra ·
Argentinië ·
Armenië ·
Australië ·
Azerbeidzjan ·
België ·
Bosnië en Herzegovina ·
Brazilië ·
Bulgarije ·
Canada ·
Chili ·
China ·
Costa Rica ·
Cyprus ·
DDR ·
Denemarken ·
Duitsland ·
Engeland ·
Estland ·
Faeröer ·
Finland ·
Frankrijk ·
Georgië ·
Gibraltar ·
Griekenland ·
Hongarije ·
Ierland ·
IJsland ·
Iran ·
Israël ·
Italië ·
Jamaica ·
Japan ·
Joegoslavië ·
Kazachstan ·
Koeweit ·
Kroatië ·
Letland ·
Liechtenstein ·
Luxemburg ·
Malta ·
Mexico ·
Moldavië ·
Montenegro ·
Nederland ·
Nieuw-Zeeland ·
Noord-Ierland ·
Noord-Macedonië ·
Noorwegen ·
Oekraïne ·
Oostenrijk ·
Panama ·
Paraguay ·
Polen ·
Portugal · 
Qatar ·
Roemenië ·
Rusland ·
San Marino ·
Saoedi-Arabië ·
Schotland ·
Servië ·
Servië en Montenegro ·
Slovenië ·
Slowakije ·
Sovjet-Unie ·
Spanje ·
Trinidad & Tobago ·
Tsjechië ·
Tsjecho-Slowakije ·
Tunesië ·
Turkije ·
Uruguay ·
Verenigde Staten ·
Wit-Rusland ·
Zuid-Korea ·
Zweden ·
Zwitserland
Engeland (2016) · 
Denemarken (2021) · 
Italië (2021) · 
Rusland (2016) ·
Slowakije (2016) · 
Turkije (2021) · 
Zwitserland (2021)